# Masaki Watai
Masaki Watai (渡井 理己 Watai Masaki?, Shizuoka, 18 de julio de 1999) es un futbolista japonés que juega como centrocampista en el Kashiwa Reysol de la J1 League.

## Trayectoria
En 2018 se unió al Tokushima Vortis. Después de cuatro años en este equipo, en julio de 2022 fue cedido al Boavista F. C. portugués. Un año después se prorrogó la cesión por otra temporada. Tras esta segunda campaña regresó a Japón y en 2025 abandonó definitivamente el Tokushima Vortis para jugar en el Kashiwa Reysol.

## Clubes
| Club                    | País     | Año       |
| ----------------------- | -------- | --------- |
| Tokushima Vortis        | Japón    | 2018-2024 |
| Boavista F. C. (cedido) | Portugal | 2022-2024 |
| Kashiwa Reysol          | Japón    | 2025-     |